# Nedjemibrê
Nedjemibrê est un roi de la XIIIe dynastie égyptienne. 

## Attestations
Il n'est connu que par sa mention sur le Canon royal de Turin, à la position 7.14, où il est crédité de sept mois de règne.